# 長谷川弘志
長谷川 弘志（はせがわ ひろし、1935年2月5日 - 2023年4月27日）は、日本のアナウンサー、実業家。元・九州朝日放送（KBC）アナウンサー、元・KBCメディア社長。
福岡県福岡市出身。早稲田大学文学部を卒業後の1957年、九州朝日放送にアナウンサーとして入社。情報番組からスポーツ中継まで幅広いジャンルの番組を担当した。
スポーツアナウンサーとしては、地元の平和台球場を本拠地に使用していた西鉄（→太平洋クラブ→クラウンライター）ライオンズ戦中継の実況で人気を博していた。クラウンの後継球団・西武ライオンズの誕生で本拠地が平和台球場から西武ライオンズ球場（埼玉県所沢市）へ移転した1979年に運動部の記者へ異動したが、1980年4月からKBCラジオで『長谷川ひろし　おはよう7』（平日7:00 - 9:00の生ワイド番組）のパーソナリティを8年間務めた。
編成局制作部ラジオ局長時代の1990年4月に、横野英雄（当時の制作部長、元KBCニュースプラザメインキャスター）とともに、KBCラジオのワンフォーマット・ゾーン編成「KBC-INPAX」を発案。1993年3月まで継続した。
後に、系列会社のKBCメディア社長を歴任。退任後の1996年から1999年まで、『長谷川ひろし おはよう7』のパーソナリティを再び務めた。同番組の終了後は、KBCと放送対象地域が重なるCROSS FMで、複数の番組に出演している。
2023年4月27日逝去　享年88歳　西日本典礼平和清浄庵 にて　4月27日に通夜、4月28日に葬儀が執り行われた。

## 出演番組
九州朝日放送（KBCテレビ）
- プロ野球中継 - 1964年9月まで、フジテレビ系列とNETテレビ（現：テレビ朝日）系列のクロスネットだったため、中継日によって異なる系列にネットされる場合があった。
  - BASEBALL SPECIAL〜野球道〜 - フジテレビ系列の中継の現行統一タイトル。
  - スーパーベースボール - テレビ朝日系列の中継の現行統一タイトル。

九州朝日放送（KBCラジオ）
- KBCホークスナイター／KBCダイナミックホークス実況中継 - 同局プロ野球中継の現行タイトル。
- 長谷川ひろし おはよう7（1980年〜1987年、1996年〜1999年）

CROSS FM
- クロサタX - ホークスタウンヒーローズコーナーに出演（2006年〜2007年）。
- X FUTURE RADIO ON SATURDAY - トゥデイズ・ピックアップコーナーに出演。
- X FUTURE RADIO ON SUNDAY - サンデー・サブジェクトコーナーに、コメンテーターとして出演。
- CROSS SUNDAY SUBJECT - レギュラーコメンテーター
- CROSS SUNDAY MORNING - レギュラーコメンテーター